# 巴庫-第比利斯-傑伊漢管線
巴庫-提比里斯-傑伊漢管線全長1789公里，是一條將ACG（Azeri–Chirag–Guneshli）油田所生產的原油運送至地中海沿岸的管線。該管線起點為亞塞拜然首都巴庫，經過喬治亞首都提比里斯，最後到達土耳其位於地中海的傑伊漢港口。這是前蘇聯地區第二長的管線。

## 歷史

### 計畫
裏海蘊藏大量的天然氣與石油，但因為裏海是個內陸水域，運送能源方面有相當大的困難。蘇聯時期，所有能源的運輸都必須通過俄羅斯境內。蘇聯解體導致引發了尋找新路線的的動機，但俄羅斯持續認為新建的管線必須經過俄羅斯境內，並拒絕參加該油管的建立。由英國BP公司所主導開發的ACG（Azeri–Chirag–Guneshli）油田需要大量出口原油（每天約1百萬桶）的管線，其中有三個經過地點選擇：伊朗、俄羅斯、格魯吉亞。伊朗路線便宜但遭到美國反對；而由於過去俄羅斯公司的不良印象及車臣及-達吉斯坦等地的政治局勢不穩，俄羅斯路線也被排除。蘇普薩（Supsa）路線因為可能影響到博斯普魯斯-達達尼爾海峽的交通、安全與環境而遭到土耳其反對。傑伊漢路線雖然為成本最高之方案，但阿塞拜疆可以獲得土耳其、格魯吉亞、美國政治上與安全上的支持。美國在外交上大力支持，俄羅斯也不再壟斷油管，透過土耳其終端進入歐洲市場有助於吸引哈薩克石油進入，確保裏海石油的長期商業機會。選擇傑伊漢路線對各國都有利。
1992年，土耳其總理蘇萊曼·德米雷爾建議中亞國家以及阿塞拜疆建設通過土耳其的管線。1993年3月9日亞塞拜然與土耳其在安卡拉簽訂了巴庫-提比里斯-傑伊漢管線建設的第一份文件。但選擇土耳其路線意味著在喬治亞與亞美尼亞之間選擇。由於亞塞拜然與亞美尼亞之間的納卡問題尚未解決，所以考慮政治因素，亞美尼亞路線被排除。亞塞拜然、喬治亞、土耳其、哈薩克斯坦、烏茲別克斯坦與美國能源部長在1998年10月29日簽暑了支持建立油管的安卡拉宣言，開始致力於管線建造的計畫。

### 建設工程
巴庫-提比里斯-傑伊漢管線公司（BTC有限公司）於2002年8月7日成立於英國倫敦。動土儀式於2002年9月18日。2003年4月開始建造工程，並於2005年完成。 亞塞拜然部分由希臘的承包商負責，喬治亞的部分由法國Spiecapag和英國Petrofac公司合資興建，土耳其部分則是由BOTAS石油管道公司興建。美國Bechtel公司則負責例如採購和施工等的主承包工程。

### 啟用儀式
2005年5月25日，巴庫-提比里斯-傑伊漢管線在桑加查爾（Sangachal）終端正式啟用。由亞塞拜然總統伊利哈姆·阿利耶夫、喬治亞總統米哈伊·薩卡希維利與土耳其總統阿赫邁特·內吉代特·塞澤爾共同主持。同時與會人也包括哈萨克斯坦总统纳扎尔巴耶夫與美國能源部部長Samuel Bodman。 喬治亞部分管線的啟用儀式則在同年10月12日由喬治亞總統米哈伊·薩卡希維利所主持。 傑伊漢終端的啟用儀式則在2006年7月13日舉行。

## 簡介

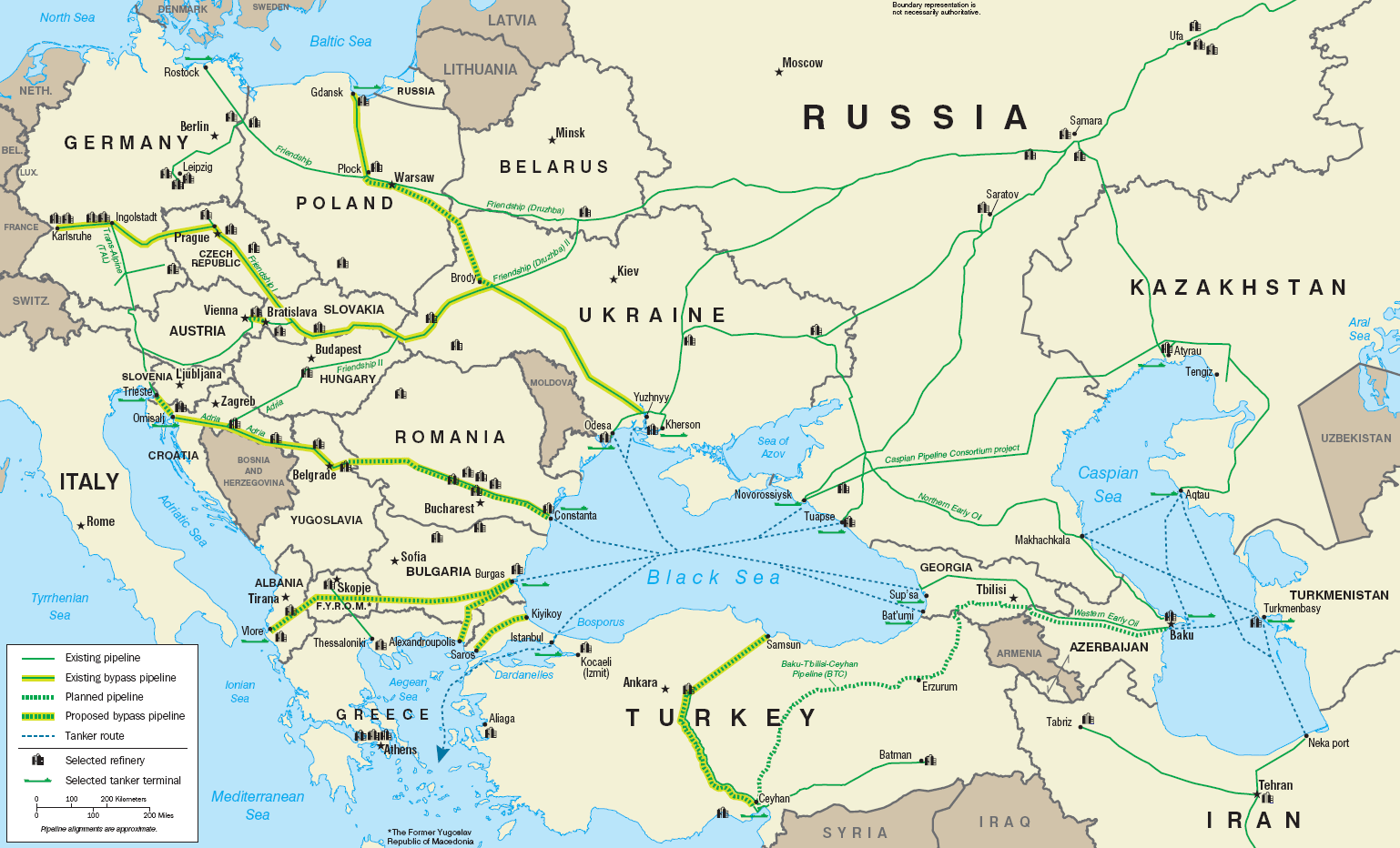
往歐洲的石油管線

### 路線
管線起始於亞塞拜然首都巴庫附近桑加查爾（Sangachal）碼頭，跨越喬治亞，途經土耳其東南方的地中海沿岸，終止在傑伊漢海運碼頭。管線分別有443公里位於亞塞拜然、249公里位於喬治亞以及1076公里經過土耳其。

### 技術相關資訊
該管線預計使用40年，正常運輸量為每天100萬桶。管線的總容納能力為1000萬桶。石油流速為每秒2公尺。共有八個幫浦站，2座位於亞塞拜然、2座位於喬治亞、4座位於土耳其。該工程還包括傑伊漢海運碼頭、三個中間清管站、一個壓力減壓站和101塊小的閥門。整條管線由150000個片段所組成，每個片段長12公尺。管線直徑1070公釐，靠近傑伊漢的部分則縮為865公釐。

### 成本與投資
該管線耗資39億美元。創造了10000個短期職缺，另外操作管道需要1000名長期僱員，為期40年。七成的資金由第三方提供，包括世界銀行下屬的國際金融公司、歐洲復興開發銀行、七個國家的出口信貸機構和15家商業銀行組成的銀行團。

### 供應來源
石油的來源來自於亞塞拜然的ACG（Azeri-Chirag-Guneshli）油田，通過桑加查爾（Sangachal）油站提供。這條管道也接受來自哈薩克的卡沙幹油田和中亞其他油田輸送來的石油。哈薩克政府於2005年5月宣布，該國將建立一條跨里海的石油管道，從哈薩克的阿克套港到達巴庫，但由於俄羅斯和伊朗的反對，目前只能通過跨里海的油輪運輸石油供給BTC管道。

## 所有權
管線的營運是由BTC公司營運，這是由11個實體所組成的聯營企業，由英國石油公司（BP）負責管理，以下為持有股份之公司名冊。
- 英國石油（英國）：30.1％
- 亞塞拜疆國家石油公司（SOCAR）（亞塞拜然）：25.00％
- 雪佛龍公司（美國）：8.90％
- 國家石油公司（挪威）：8.71％
- 土耳其石油天然氣集團公司（TPAO）（土耳其）：6.53％
- 埃尼公司（意大利）：5.00％
- 總額公司（法國）：5.0％
- 伊藤忠商事株式會社（日本）：3.4％
- 國際石油開發公司（日本）：2.50％
- 康菲石油公司（美國）：2.50％
- 赫斯公司（美國）2.36％[11]

2012年9月7日，美國赫斯公司宣布將股份賣給ONGC。

## 爭議

### 政治方面
BTC管線的完成對世界石油政治造成很大的影響。過去曾為俄羅斯後院的南高加索地區，因為管線的建設如今具有重大戰略意義。管線建立後美國和其他西方國家對於管線三國在南高加索地區的事務參與程度不斷增加。美國與歐洲國家透過參與管線事務作為抗衡俄羅斯和伊朗在高加索地區的經濟和軍事優勢。俄羅斯專家表示該管線將削弱俄羅斯在高加索地區的影響力。土耳其在地緣政治上得到重要性，管線也幫助喬治亞脫離俄羅斯的影響力。喬治亞前總統謝瓦爾德納澤認為管線的設立是喬治亞未來經濟與政治安全的與穩定的重要因素。米哈伊爾·薩卡什維利也同意這個觀點，他認為BTC合約將是影響喬治亞未來戰略的重要合約。

### 經濟方面
部分人士指出BTC管線的建立有助於緩解世界對中東石油的依賴，但是在早期，該油管僅提供1%的全球需求量。這條管線帶來全球石油供應的多元化，但也僅限於歐洲地區。俄羅斯對該管線提出批評，懷疑其經濟前景。但管線對於建設國的確帶來了經濟成長。在2007年，BTC為亞塞拜然的實質GDP創下成長35％的紀錄。喬治亞與土耳其獲得大量過境費。喬治亞的過境費平均每年6250萬美元。土耳其在最初幾年的過境費約2億美元，並有可能成長到2.9億美元。土耳其也得因此在傑伊漢港口等地有更活躍的商業活動。博斯普魯斯海峽的油輪通過量的減少也有助於伊斯坦堡的安全。

### 安全性
管線的安全一直都是最被關切的重點。基於亞塞拜然與亞美尼亞的納卡問題未解決，管線已經繞過了亞美尼亞，選擇通過喬治亞，但喬治亞境內也有兩個未解決的自治區-南奧塞梯與阿布哈茲問題；另外管線也經過了土耳其的庫德族地區，未來可見長期潛在的族群衝突。雖然管線都埋藏在地底，遭受破壞的可能性小，但管線週遭仍必須要有人持續看守來避免風險。為此，喬治亞成立了一個特別連隊，專門負責看守管道安全，同時，美國也透過無人載具來監管該區域。

### 環境問題
評論指出，管線必須要經過避震的設計。因為管線經過的路線有許多斷層存在，亞塞拜然有3個、喬治亞4個、土耳其則高達7個。環保人士也指出該管線影響了喬治亞的Borjomi-Kharagauli國家公園的環境，該公園內部保有大量純淨的礦泉水源，雖然該管線沒有直接穿越該公園，但穿過了這些礦泉的水源地。礦泉水出口是博爾若米重要的經濟來源，如果發生任何漏油問題都會對自然環境與當地的經濟造成很大的影響。同時，該管線使博斯普魯斯海峽和達達尼爾海峽不再擁擠，每年通過當地的油輪減少了350艘。

## 參阅
- 荷兰病
- 阿塞拜疆经济
- 阿塞拜疆外交
- 納布科輸氣管
- 塔納普天然氣管線

## 外部連結
http://www.hydrocarbons-technology.com/projects/bp/ （页面存档备份，存于）
AZBTC （页面存档备份，存于）
http://www.theguardian.com/business/2005/may/26/businessqandas.oilandpetrol （页面存档备份，存于）
http://commdev.org/files/1565_file_BTC_LOE_Final.pdf%5B%5D
http://www.naturalgaseurope.com/category/pipelines/bakutbilisiceyhan-pipeline （页面存档备份，存于）
http://www.silkroadstudies.org/BTC.pdf%5B%5D